# Big Gee
Big Gee (nacido como Miguel Scott) es un rapero miembro del grupo Boyz N Da Hood. Actualmente está trabajando en su álbum en solitario que será distribuido por Bad Boy South y Block Ent. El álbum aún no tiene fecha de lanzamiento.

## Discografía

### Álbumes
- Live From The 13th Floor (Próximamente)

### Singles
- "Small Things To A Giant" (2006)